# Nagykozár, Baranya
Nagykozár este un sat în districtul Pécs, județul Baranya, Ungaria, având o populație de 1.943 de locuitori (2011). 

## Demografie
Componența etnică a satului Nagykozár
     Maghiari (87,59%)
     Germani (6,76%)
     Croați (4,71%)
     Necunoscut (0,68%)
     Romi (0,26%)
     Alții (0,68%)
Componența confesională a satului Nagykozár
     Romano-catolici (43,49%)
     Fără religie (18,84%)
     Reformați (5,61%)
     Atei (2,26%)
     Luterani (1,44%)
     Necunoscută (27,53%)
     Greco-catolici (0,82%)
     Alte religii (2,42%)
Conform recensământului din 2011, satul Nagykozár avea 1.943 de locuitori. Din punct de vedere etnic, majoritatea locuitorilor (87,59%) erau maghiari, existând și minorități de germani (6,76%) și croați (4,71%). Apartenența etnică nu este cunoscută în cazul a 0,68% din locuitori. Nu există o religie majoritară, locuitorii fiind romano-catolici (43,49%), persoane fără religie (18,84%), reformați (5,61%), atei (2,26%) și luterani (1,44%). Pentru 27,53% din locuitori nu este cunoscută apartenența confesională.